# Miniso
Miniso (in cinese名創優品T, 名创优品S, Míngchuàng YōupǐnP; in giapponese traslitterato  (?, Meisō Yūhin); stilizzato: MINISO,メイソウ) è un rivenditore cinese a basso costo e una catena di negozi di varietà specializzata in beni per la casa e di consumo tra cui cosmetici, cancelleria, giocattoli e utensili da cucina. La sua sede centrale si trova nel distretto di Liwan a Canton sotto la sua holding cinese Aiyaya. Nel 2016, i ricavi delle vendite dell'azienda hanno raggiunto 1,5 miliardi di dollari. A marzo 2019, Miniso ha avviato una collaborazione con Marvel Entertainment per vendere i suoi prodotti a marchio.
Miniso è stato criticato come un "imitatore" per aver condiviso una somiglianza estetica con negozi di varietà giapponesi come Uniqlo, Muji e Daiso, nonché per essere un rivenditore cinese che si commercializza come giapponese. Nonostante ciò, Miniso si è espansa al di fuori del mercato cinese e gestisce 4200 negozi in Asia, Europa, Oceania, Africa, Nord America e Sud America.

## Storia
Miniso è stata fondata nel 2013 dall'imprenditore cinese Ye Guo Fu. Il primo negozio di Miniso è stato aperto in Cina nel 2013. La società afferma che il designer giapponese Miyake Junya ha co-fondato Miniso, sebbene i resoconti dei media locali in Cina e Giappone abbiano messo in dubbio l'esistenza di Junya. La società inizialmente affermava di essere un famoso marchio giapponese, nonostante operasse nella Cina continentale sotto la società cinese Aiyaya senza punti vendita in Giappone, Miniso da allora si è espansa al di fuori della Cina e ha aperto oltre un migliaio di negozi in tutto il mondo.
Nel gennaio 2017, Miniso ha annunciato che stavano cercando di entrare nel mercato nordcoreano, aprendo il loro primo negozio a Pyongyang quattro mesi dopo. Secondo The Economist, il negozio era popolare tra i ricchi del Paese ma accettava solo valuta estera, tra cui il dollaro statunitense, lo yuan cinese e l'euro. Subito dopo l'apertura, la filiale giapponese dell'azienda è stata sottoposta a pressioni per aver violato la risoluzione n° 2321 del Consiglio di sicurezza delle Nazioni Unite che proibiva il commercio con la Corea del Nord; la filiale ha preso le distanze dal trasferimento e ha incolpato gli uffici cinesi per la decisione. A seguito della controversia, Miniso ha promesso di non spedire più prodotti in Corea del Nord e il negozio di Pyongyang è stato ribattezzato "Evolution".
Nell'agosto 2022 Miniso si è scusato per "posizionamento e marketing errati del marchio" e ha affermato che si sarebbe "de-giapponesizzato" entro marzo 2023.

## Distribuzione

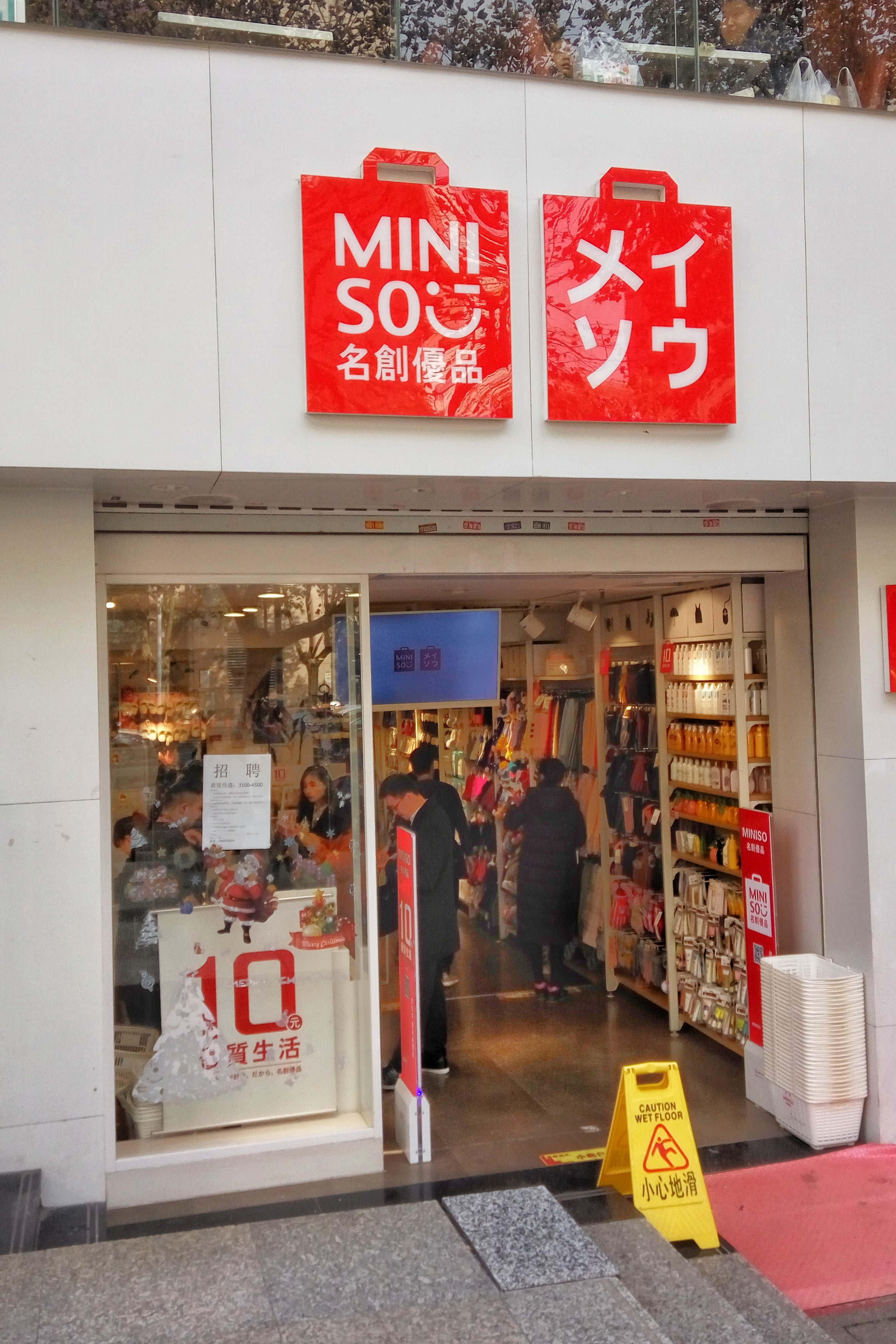
Un negozio Miniso a Nanchino, in Cina. Il logo della vetrina presenta il nome dell'azienda, con i caratteri latini, in cinese tradizionale (名創優品) e in katakana giapponese (メイソウ)

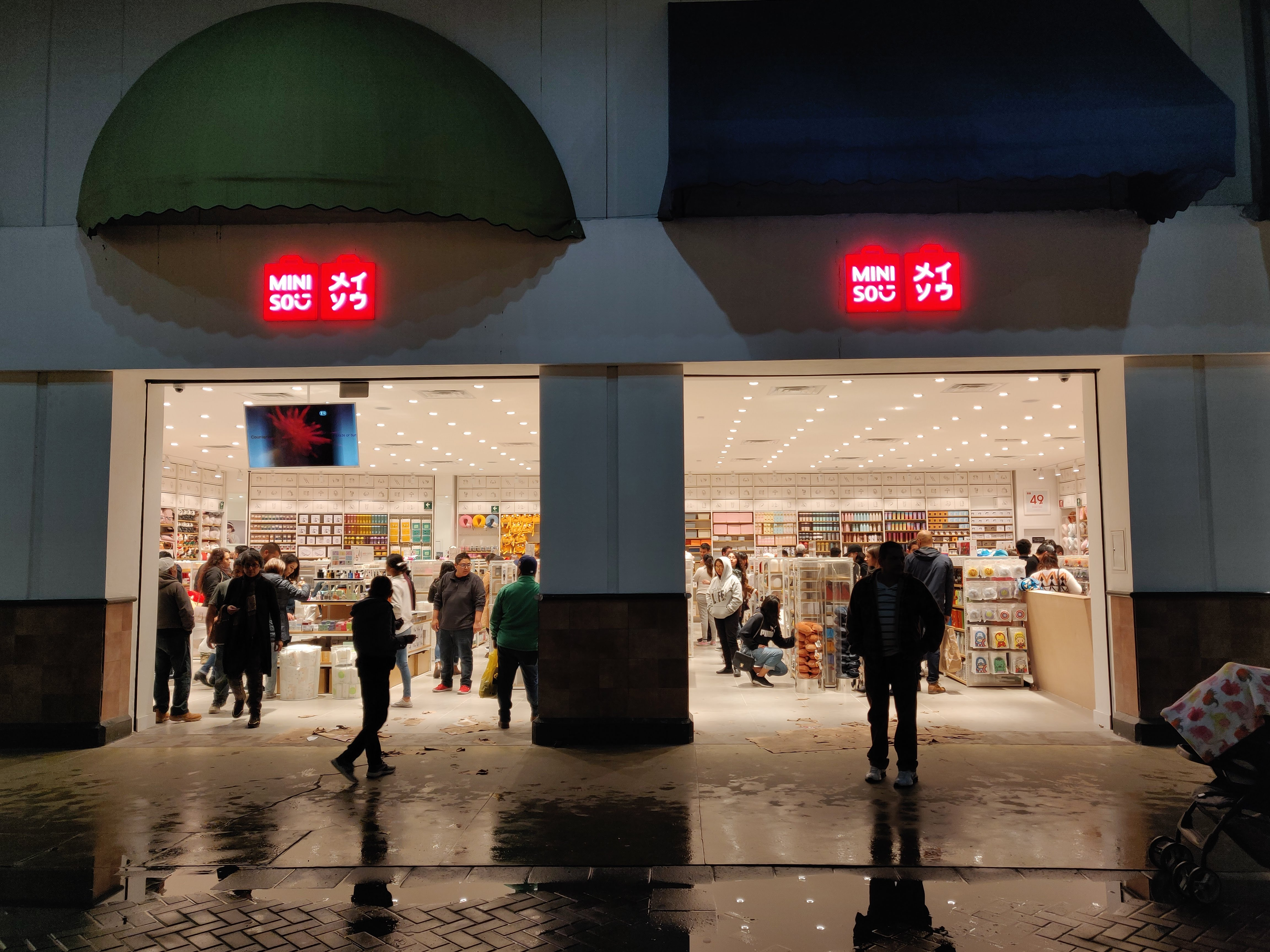
Negozio Miniso situato nel centro commerciale Macroplaza a Tijuana, in Messico.

Miniso ha inizialmente stabilito una presenza al dettaglio in Cina e la maggior parte dei suoi negozi opera ancora lì. Anche così, ha perseguito un piano di espansione aggressivo nei paesi legati alla politica economica cinese nuova via della seta, insieme ad altri rivenditori internazionali simili come Mumuso, XIMIVOGUE, YOYOSO, USUPSO, e LÄTT LIV, all'interno di centri commerciali nei quali, a volte, erano presenti diversi negozi rivali. Ha iniziato poi a espandersi in Asia: Taiwan, Hong Kong, Cambogia, Nepal, Macao, India, Pakistan, Mongolia, Kazakistan, Corea del Sud, Corea del Nord, Indonesia, Malesia, Singapore, Vietnam, Sri Lanka, Filippine, Tailandia e Bangladesh.
Le vendite in un negozio in Vietnam nel giorno dell'apertura hanno superato i 10.000 dollari in un'ora. Il negozio di Miniso a Pyongyang è stato il primo e unico negozio di una catena di marchi stranieri in Corea del Nord. La catena è arrivata in Australia all'inizio del 2017.
Il 27 maggio 2016, Miniso ha aperto il suo primo negozio nel centro commerciale Seacon Square, a Bangkok, operando sotto il nome di MiniSo (Thailand) Company Limited di cui Singtai Trading Company Limited. Attualmente, in Tailandia, Miniso ha un totale di 52 filiali a livello nazionale.
In Nord America, Miniso gestisce attualmente diversi negozi in Canada, negli Stati Uniti e Messico. Il 6 agosto 2016, Miniso ha firmato un accordo di cooperazione strategica globale con un partner americano per espandere le proprie operazioni di vendita al dettaglio negli Stati Uniti. Il primo punto vendita statunitense è stato aperto a Pasadena nell'aprile 2017.
In America Centrale, Miniso ha aperto il suo primo punto vendita a Panama. Avrebbero aperto quattro negozi entro ottobre 2018.
Nel Sud America, Miniso ha aperto il suo primo negozio al dettaglio in Brasile nell'agosto del 2017, il secondo in Cile nel dicembre del 2017, con l'intenzione di entrare presto nella vicina Argentina. Nel maggio del 2018 è stato aperto il suo primo punto vendita in Perù presso il centro commerciale Jockey Plaza di Lima. In Colombia ha iniziato le operazioni con una doppia apertura di due punti vendita il 30 agosto nella città di Bogotà e, entro il mese di dicembre del 2018, era prevista l'apertura di altri 15 punti vendita nel Paese.
In Europa, Miniso gestisce punti vendita al dettaglio in Spagna, Germania, Italia, Estonia, Serbia, Armenia, e Russia, tra gli altri.
In Africa, Miniso è entrata per la prima volta in Marocco all'inizio del 2017 con 15 negozi in diverse città, in Sudafrica nell'agosto del 2017 e in Nigeria un mese dopo. Ci sono negozi anche in Kenya e a Kampala, in Uganda. A partire da gennaio 2018, Miniso gestisce anche due negozi in Egitto.
Il 1º agosto del 2018, Miniso ha aperto il primo negozio in Kuwait all'interno del centro commerciale Avenues Mall Phase 4 (The Forum). Il 25 settembre del 2019 è stato aperto il secondo negozio nel centro commerciale The Avenues Mall Phase 1. Il 3 marzo del 2021 è stato aperto il terzo negozio a Marina Mall. Il 7 luglio 2022 è stato aperto il 4° negozio nel centro commerciale Souq Sharq Mall.
Il 1 settembre 2018, Miniso ha aperto due negozi in Romania e prevede di aprire altri 40 negozi a livello nazionale. Miniso ha aperto più di 70 franchising in Pakistan negli ultimi tre anni. Il 12 gennaio 2018 Miniso ha aperto il suo primo negozio in Bangladesh.
A giugno 2019, Miniso ha annunciato che avrebbe aperto altri 6 negozi in Israele portando il totale a 18 entro la fine dell'anno.
L'8 novembre 2019, Miniso ha aperto il suo primo negozio nel Regno Unito, a Ealing, nel centro commerciale di Ealing Broadway.
A gennaio 2020, Miniso aveva oltre 3.500 negozi in 79 Paesi, con un fatturato approssimativo di 2,4 miliardi di dollari nel 2019.
Nel maggio 2021, Miniso ha aperto il suo primo negozio a Porto, in Portogallo, e ha anche annunciato che avrebbe aperto più di 20 negozi in tutto il Paese.
Ad agosto 2021, Miniso aveva 4 negozi in Oman, di cui 3 situati nella capitale Muscat e uno a Sohar.

## Marketing
Sebbene Miniso sia un'azienda cinese, i suoi prodotti sono fortemente influenzati dal design giapponese. La strategia di marketing di Miniso è stata paragonata a quella di rivenditori giapponesi come Muji e Uniqlo a causa delle somiglianze nell'estetica del negozio, nel design del marchio e nell'inventario.
A causa della sua strategia di branding influenzata dal Giappone, i prodotti dell'azienda sono stati criticati come "fatti in Cina per sembrare giapponesi", in particolare dal momento che la maggior parte dei negozi dell'azienda si trova in Cina, dove le persone si fidano più dei marchi giapponesi che di quelli domestici. L'azienda è stata anche criticata per aver apposto etichette in lingua giapponese grammaticalmente errate su molti prodotti, una conseguenza dell'utilizzo del traduttore di Baidu, per produrre copie in lingua giapponese, come ammesso dalla direzione di Miniso.
Tuttavia, a causa del successo di Miniso nell'espansione del numero di negozi al dettaglio, AllianceBernstein, una società di gestione patrimoniale globale, ha definito la sua strategia di mercato un successo "riempiendo una nicchia di prezzo lasciata non affrontata dai formati giapponesi che stava imitando".